# Personaggi di Greek - La confraternita
Questa voce contiene un elenco dei personaggi presenti nella serie televisiva Greek - La confraternita.

## Principali

### Casey Cartwright
Casey Cartwright (Spencer Grammer) è la protagonista femminile e aspira a diventare il prossimo presidente delle ZBZ, inizialmente infastidita e imbarazzata dalla presenza del fratello Rusty (di cui non aveva mai rivelato l'esistenza prima del suo arrivo alla Cyprus) col passare del tempo gli si avvicinerà sempre di più grazie alle esperienze affrontate insieme. Durante la sua presidenza, Casey diventa più altruista e indipendente. Comincia anche a concentrarsi maggiormente sul suo futuro accademico e aspira di intraprendere una carriera nella politica. Casey è stata al centro di alcuni triangoli amorosi nel corso della serie, il principale quello con Cappie ed Evan. Pur negandolo Casey prova dei forti sentimenti per Cappie, anche se non è a suo parere quello giusto per lei, non può fare a meno di tornare con lui. Casey deciderà di iscriversi alla facoltà di legge alla Cyprus, inoltre lei e Cappie ritorneranno insieme, dopo che lui le dimostra di essere maturato, purtroppo la sua carriera da aspirante avvocato viene stroncata nell'ultimo episodio quando si rifiuta di rappresentare l'istituzione che vuole distruggere la sede della confratenrita del fratello, la Kappa Tau. Casey pur non sapendo quello che vuole fare della sua vita, è ugualmente felice perché alla fine lascia l'università insieme al suo amato Cappie

### Rusty Cartwright
Russel "Rusty" Allen Cartwright (Jacob Zachar) è il protagonista maschile e fratello minore di Casey. Inizia il suo anno da matricola cercando di divertirsi e di lasciarsi alle spalle la reputazione di nerd del liceo. Perciò decide di unirsi ad una confraternita e, dopo aver ricevuto un'offerta sia dall'Omega Chi che dalla Kappa Tau, decide di unirsi a quest'ultima dove gli viene dato il soprannome di "Sputo". 
Nel corso della serie Rusty perde progressivamente un poco della sua ingenuità e della goffaggine, rimanendo sempre leale e onesto, guadagnandosi il rispetto di Casey. Nonostante la rivalità tra le loro case, Rusty mantiene l'amicizia con Calvin. 
Anche se non ha avuto tutte le storie di Cappie, Rusty ha avuto la sua giusta quota di romanticismo, con una buona dose di sfortuna; Infatti durante la prima stagione ha una breve relazione con la matricola delle ZBZ Jan K, che poi si scopre essere una giornalista infiltrata nella confraternita mentre in seguito si innamorerà prima della ragazza del suo "fratello minore" alla confraternita e poi di una compagna di corso che cercherà di sabotare il suo progetto di ricerca, per poi innamorarsi ed iniziare una relazione con Ashley. Nel finale della serie la sede dei Kappa Tau viene distrutta per creare una palestra con tanto di piscina olimpionica, ma Rusty fa capire ai suoi confratelli che non è la sede a rappresentare la confraternita, ma i suoi membri, quindi li sprona a studiare per aumentare la media scolastica della confraternita, con la promessa che troverà una sede migliore. Cappie, meravigliato dal carisma dell'amico, decide di passargli il testimone nominandolo presidente della confraternita.

### Cappie
Captain "Cappie" John Paul Jones (Scott Michael Foster) originariamente disinteressato a Greek, diventa il presidente della Kappa Tau. Fino all'ultima puntata della quarta stagione non si scopre mai il suo vero nome, persino i professori e suoi genitori lo chiamano semplicemente con il diminutivo Cappie.
La sua spensieratezza nasconde in realtà una mente molto acuta ha frequentato infatti la maggior parte dei corsi possibili alla Cyprus con ottimi risultati senza mai dare la tesi di laurea, infatti Cappie non ha obbiettivi concreti nella vita (cosa che ostacola il suo rapporto con Casey) ma vuole semplicemente rimanere al college il più possibile per divertirsi con i confratelli Kappa Tau, che per lui sono praticamente una famiglia.
Essendo figlio di due Hippie alquanto particolari, Cappie ha sempre studiato in casa e non ha mai passato tanto tempo nello stesso posto, tanto che considera la Cyprus e la confraternita la sua unica vera casa e famiglia.
Quando non sta con Casey, Cappie è un vero don Giovanni dato che non riesce ad avere un rapporto serio se non con la ragazza che ama dal primo anno. Alla fine della serie si laurea lasciando la presidenza della Kappa Tau a Rusty e partendo con Casey.

### Evan Chambers
Evan Chambers (Jake McDorman) è il presidente carismatico degli Omega Chi Delta. Nato in una famiglia ricca e importante, è spesso al centro dell'attenzione. Egli si sforza di accontentare coloro che lo circondano, soprattutto i suoi genitori, anche se ciò significa abbandonare i suoi obiettivi e principi. 
Evan era l'amico d'infanzia di Cappie, ma la loro amicizia comincia a cadere a pezzi dopo l'arrivo di Casey, di cui entrambi si innamorano. Quando Cappie e Casey si lasciano, Evan si fa subito avanti per consolare la ragazza, facendo infuriare Cappie. Infedeltà e sfiducia hanno portato Casey a rompere con lui. Da allora, Evan ha tenuto un profondo rancore nei confronti di Casey, continuando a provare dei sentimenti per lei. 
Evan infatti è costantemente combattuto fra la sua natura, essenzialmente buona, e il carattere viziato che gli viene dai soldi che gli hanno sempre permesso di ottenere ciò che voleva. 
Saranno proprio i guai finanziari causati dalla rottura con i genitori a fargli capire quanto sia stato egoista (anche grazie ai consigli di Calvin) e a riavvicinarlo a Cappie e Casey.
Tuttavia, con i soldi, perde anche il rispetto dei suoi confratelli snob, che gli causeranno non pochi problemi. Purtroppo per riguadagnarsi la fiducia dei confratelli, fa espellere con una scherzo tre Kappa Tau, e questo distrugge la sua ritrovata amicizia con Cappie. Inizia una relazione con Rebecca, inoltre dopo la laurea entra nella facoltà di legge. Lo studio lo porta a mettere Rebecca al secondo posto, quindi lei lo lascia. Rusty aiuta Evan a ricucire il suo rapporto con i suoi genitori, il ragazzo farà capire a Evan che loro non cambieranno mai, ma alla fine, nonostante i loro difetti, impara ad accettarli così come sono. Si riguadagna il rispetto di Cappie quando prende le sue parti per difendere la Kappa Tau quando cercano di distruggerla, cosa che purtroppo avviene. Il finale tra lui e Rebecca resta aperto, perché pur dimostrando di essere ancora buoni amici, è stato inteso che i due si amino ancora. 

### Rebecca Logan
Rebecca Logan (Dilshad Vadsaria) è una sorella ZBZ, diventerà presidente della confraternita dopo Ashleigh.
Sofisticata e ribelle, è la figlia del senatore dell'Ohio e a suo parere ciò le consente di fare e comportarsi come le pare.
Pur essendone la "sorella minore" nella confraternita, Rebecca diventa l'antagonista principale di Casey nel corso della prima stagione a causa del suo comportamento egoista, infatti nel primo episodio andrà a letto con il suo ragazzo Evan. La sua breve relazione con Cappie non fa che alimentare la loro rivalità. 
Quando uno scandalo pubblico colpisce la sua famiglia, Rebecca riceve inaspettatamente sostegno da Casey e le altre sorelle e questo provoca un cambiamento nella ragazza che comincia a contribuire attivamente alla vita delle ZBZ, nel tentativo di trovare una propria identità e di mostrare il proprio valore, e a creare un legame con le ragazze, mantenendo comunque il gusto per gli intrighi e modi autoritari.

### Ashleigh Howard
Ashleigh Howard (Amber Stevens) è il presidente della Zeta Beta Zeta e migliore amica di Casey dal primo anno di college. Conosciuta per il suo particolare senso dello stile, Ashleigh svolge inizialmente il ruolo di "spalla" di Casey finché non viene inaspettatamente spinta sotto i riflettori, venendo eletta presidente al suo posto. Quindi Ashleigh diventa più assertiva e arriva a fidarsi del suo giudizio, invece di basarsi esclusivamente su quello di Casey dimostrando un'insospettata abilità nel rompere con le vecchie tradizioni ZBZ. Un tema ricorrente è la sua scelta sbagliata sugli uomini, anche se offre spesso consigli sui rapporti altrui. 
La sua sorte sembra cambiare quando comincia a uscire con Fisher, ma la loro relazione durerà poco a causa di Rebecca che, ubriaca, lo bacia per invidia. La ragazza lo perdona, ma successivamente scopre che Fisher non è un bravo ragazzo perché oltre a lei aveva una relazione con un'altra ragazza. Intraprende poi una storia con Simon, l'insegnante della facoltà di legge della Cyprus, ma poi lo lascia dato che Simon la trattava come un oggetto di sua proprietà. Dopo la laurea si trasferisce a New York per un lavoro, ma non riuscendo a sostenere la tensione decide di tornare alla Cyprus, perdendo il lavoro. Finisce col condividere un appartamento con Rusty e Dale, inoltre si mette in affari con una sua vecchia insegnante di facoltà, entrando finalmente nel mondo del lavoro. Nelle ultime puntate si rende conto di amare Rusty e così dopo vari intoppi riescono finalmente a stare insieme.

### Calvin Owens
Calvin Owens (Paul James) è un Omega Chi. "Fratello minore" di Evan è però anche molto amico di Rusty e infatti svolge spesso il ruolo di moderatore nei loro conflitti.
Proprio a Rusty confiderà per primo il suo segreto: Calvin è gay e una brutta esperienza nel suo passato lo porta a nascondere questo fatto alla sua confraternita. Solo col passare del tempo e con l'aiuto di Rusty, Evan, ed Ahleigh riesce ad uscire allo scoperto causando così una rottura con i suoi confratelli. Ma successivamente gli Omega Chi imparano ad accettarlo così com'è.
Inoltre Calvin tende ad essere molto moderato e razionale e per paura di sbagliare si trattiene dal fare scelte rischiose che lo renderebbero più felice. Sarà Cappie a fargli superare questa insicurezza e a spingerlo a fare ciò che desidera e non ciò che gli altri si aspettano da lui. All'inizio della prima stagione ha avuto una relazione stile amico di letto con Heath, poi ha avuto una relazione con Michael, che si concluderà a causa del tradimento di Calvin. In seguito ha avuto una relazione con il suo confratello Grant per poi tornare definitivamente con Heath. Nel finale della serie, non capendo cosa fare della sua vita, o quale specializzazione prendere, decide di prendersi un periodo sabatico partendo per l'India con Heath.

### Dale Kettlewell
Dale Kettlewell (Clark Duke) è il compagno di stanza fanatico, nerd, nevrotico, e religiosissimo di Rusty. 
All'inizio della serie, Dale combatte con veemenza il sistema di Greek poiché convinto che non sia giusto che i confratelli abbiano dei privilegi rispetto agli altri studenti. Perciò non esita a esprimere il suo dispiacere per Rusty quando entra nella Kappa Tau. Oltre a Rusty, il ragazzo è molto amico di Cappie e Calvin, inoltre ha sempre avuto un debole per Casey. 
Cerca continuamente di riportare Rusty sulla retta via, finendo sempre per essere trascinato in situazioni difficili. Nonostante le divergenze, Dale e Rusty diventano ottimi amici, anche se sembra che Dale sia un po' invidioso della vita sociale di Rusty. 
Al secondo anno, Dale e Rusty si trasferiscono in un appartamento fuori dal campus in cui Dale si innamora di Sheila abbandonando momentaneamente la religione per le gioie della coppia. Ritorna quasi immediatamente sui suoi passi anche se con qualche convinzione in meno e in seguito abbandonerà progressivamente le sue idee integraliste per altre più moderate.
Alla fine della serie entra addirittura a far parte degli Omega Chi, e avrà una relazione con Laura, membro delle Zeta Beta.

### Frannie Morgan
Frannie Morgan (Tiffany Dupont). Una ex sorella delle ZBZ, Frannie ha sempre cercato di essere la migliore in tutto quello che faceva. Casey è stata la sua "sorellina" nonché più grande ammiratrice, finché non si accorge di quanto stia diventando egoista e maniacale, infatti Frannie mette i suoi obiettivi al primo posto senza curarsi di niente altro. Per questo è stata spogliata del suo titolo presidenziale da parte delle ZBZ, in parte proprio grazie a Casey, dopo di che fonda una sua confraternita la Iota Kappa Iota. Intraprenderà una relazione con Evan, anche se è evidente che sta con lui solo per via dei benefici che derivano dal suo nome, Evan avendolo capito finisce col tradirla con un'altra, portando la loro storia all'inevitabile rottura. Le IKI sembrano inizialmente essere una formidabile minaccia per ZBZ, ma durano poco. Frannie decide infine di lasciare Greek con il piano di laurearsi entro la fine del semestre. Ritorna in un episodio dell'ultima stagione, dove aiuta le consorelle raccogliendo fondi con un concerto, arrivando con l'eccedere come suo solito, ma Casey rimedia a tutto, e le due infine fanno pace, inoltre è proprio Frannie a far capire all'amica l'importanza di lasciarsi il passato alle spalle per iniziare una nuova vita.

## Secondari

### Membri KAPPA TAU GAMMA
I confratelli di Rusty e Cappie sono:
- Scopino ("Beaver" in originale), interpretato da Aaron Hill e doppiato da Simone Crisari nell'edizione italiana, è uno dei membri più anziani dei Kappa Tau, nonché uno dei migliori amici di Cappie. È un giocatore di football dedito esclusivamente al divertimento e apparentemente poco intelligente. Ha un animo sensibile e studia per diventare maestro elementare. Il suo vero nome è Walter Boudreaux, ma si è guadagnato il suo soprannome "scopino" per la sua abitudine a spazzolare tutto l'alcol presente in sede oppure ad una festa. Nel corso della serie ha solo relazioni occasionali, fino all'ultima stagione quando inizia una relazione stabile con Katherine Parker.
- Heath, interpretato da Zack Lively e doppiato da Leonardo Graziano, è un Kappa Tau ed è uno degli amici più cari di Cappie. È gay e durante la prima e l'ultima stagione ha una relazione con Calvin. Per guadagnare soldi fa lo spogliarellista e vende testi di esame già svolti. Ha una sorella di nome Heather.
- Wade, interpretato da Derek Mio e doppiato da Emiliano Ragno, è un Kappa Tau. Durante le prime stagioni è il responsabile delle matricole ed è famosa la sua mannaia da macellaio con cui di solito terrorizza i suoi allievi. È spesso coinvolto nelle follie di Cappie. Viene espulso dalla Cyprus Rhodes a causa di uno scherzo.
- Ben Bennett, interpretato da Daniel Weaver e doppiato da George Castiglia, è un Kappa Tau che entra nella confraternita nello stesso anno di Rusty. Viene scelto da Cappie solo per il suo nome bizzarro.
- Jeremy, interpretato da Kristopher Hatfield, è un Kappa Tau. È un tipo strano e ha l'abitudine di fissare la gente che dorme, mentre lui sembra non farlo mai.
- Pickle, interpretato da Adam Crosby, è un Kappa Tau che entra nella confraternita nello stesso anno di Rusty.
- Gonzo, interpretato da Dave Franco, è un Kappa Tau che entra nella confraternita nello stesso anno di Rusty. Il suo vero nome è Brad.
- Andy, interpretato da Jesse McCartney e doppiato da (Gabriele Lopez), è una matricola ambita dagli Omega Chi, ma che si iscrive invece alla Kappa Tau dove diventa fratello minore di Rusty. Si fidanza con Jordan Reed, una ragazza di cui Rusty è innamorato. Il rapporto tra Andy e Rusty si deteriora, quando quest'ultimo bacia Jordan. Successivamente, Andy lascia la confraternita per dedicarsi esclusivamente al football. (s. 2)

### Membri ZETA BETA ZETA
Le consorelle di Casey, Ashleigh, Rebecca e Frannie sono:
- Laura, interpretata da Aynsley Bubbico e doppiata da Eleonora Reti, è una ZBZ piuttosto cinica che non va molto d'accordo con Ashleigh. Ha una relazione segreta con Dale che viene ufficializzata verso la fine della serie.
- Betsy, interpretata da Eileen April Boylan e doppiata da Lidia Perrone, è una ZBZ con problemi di alcol.
- Abby, interpretata da Olesya Rulin e doppiata da Gemma Donati, è una ZBZ che diventa rappresentante delle matricole dopo Rebecca.
- Mandi, interpretata da Jessica Lowndes, è una ZBZ che entra in confraternita nello stesso anno di Rebecca, con la quale stringe amicizia.
- Beth, interpretata da Steffany Huckaby, è una ZBZ (e brevemente una Iota Kappa Iota) svampita e poco intelligente.
- Brenda, interpretata da Marisa Lauren, è una ZBZ (brevemente Iota Kappa Iota) che entra in confraternita nello stesso anno di Rebecca, con la quale stringe amicizia.
- Jennifer Kenney, conosciuta come Jen K, interpretata da Jessica Rose, è la prima ragazza di Rusty. Entra a far parte delle ZBZ nello stesso anno di Rebecca, ma poi si scopre essere una studentessa di giornalismo infiltrata. Scrive un articolo contro le confraternite in cui racconta tutti i segreti delle ZBZ. Per questo motivo viene lasciata da Rusty. (s. 1)
- Jordan Reed, interpretata da Johanna Braddy e doppiata da Valentina Mari, è una ragazza di cui Rusty si innamora ma che ha una relazione con Andy, confratello di Rusty. Lasciato Andy, ha un relazione con Rusty. Per un periodo fa parte delle ZBZ, ma poi lascia la confraternita per dedicarsi alla fotografia. Successivamente abbandona il college e lascia Rusty. (s. 2-3)

### Membri OMEGA CHI DELTA
I confratelli di Evan, Calvin e Dale sono:
- Trip (interpretato da Kinsey McLean), Omega Chi, piuttosto snob e sdegnoso, è il principale antagonista di Evan e Calvin in quanto cerca continuamente di rivoltargli contro gli altri fratelli per diventare presidente della confraternita.
- Grant Ellis (Gregory Michael, la voce italiana è di Francesco Pezzulli), membro degli Omega Chi che si mette con Calvin (s. 2-3)
- Pete (Yani Gellman), un Omega Chi con cui si frequenta Ashleigh (s. 3)

### Membri altre confraternite
- Katherine (Nora Kirkpatrick) è un membro del Consiglio Panellenico e fervente stacanovista, e diventa una sorta di modello per Casey e anche un'ottima amica quando si conoscono meglio; nell'ultima stagione inizia un'inaspettata relazione con Scopino (s. 3-4).
- Natalie (Kristy Vaughan), presidentessa delle Gamma Psi, manipolatrice e vendicativa nei confronti delle Zeta Beta (s. 2-3)
- Shane (Michael Copon), un confratello che frequenta brevemente Casey (s. 1)

### Altri personaggi
- Rettore Bowman (Alan Ruck, doppiato da Fabrizio Pucci nell'edizione italiana), anche membro di una società segreta della Cyprus chiamata "Società dell'Anfora", severo e autoritario, facendo qualche ricerca negli annali della Cyprus si scopre essere stato in gioventù un appassionato di "agricoltura psicoattiva".
- Agente Huck (Kevin Kirkpatrick), un vigilante del campus che cerca di mettere fine alla vita sfrenata delle confraternite.
- Prof. Milton Hastings (Dan Castellaneta, doppiato da Oliviero Dinelli) , insegnante del un corso di chimica avanzata che mette più volte in crisi Rusty sul suo percorso di studi, aiutandolo poi a portare avanti il suo progetto di ricerca.

- Tina (Lisa Wilhoit), un'amica di Dale anti-confraternita che ha una breve relazione con Rusty (s. 1)
- Tegan Walker (Charisma Carpenter, doppiata da Claudia Razzi), coordinatrice delle varie sedi ZBZ (s. 1-2)
- Lizzie (Senta Moses, doppiata da Federica De Bortoli), supervisore delle ZBZ che si trasferisce brevemente nella filiale della "Cyprus Rhodes" (s. 1-2, 4)
- Michael (Max Greenfield, doppiata da Emiliano Coltorti), assistente di un professore che ha una breve relazione con Calvin (s. 1-2)
- Max Tyler (Michael Rady, doppiato da Gabriele Trentalance), il supervisore dell'ala universitaria dove abitano Rusty e Dale; è un genio, ha avuto una relazione con Casey (s. 2)
- Fisher (Andrew J. West, doppiato da Andrea Mete), un tuttofare assunto dalle ZBZ ed interesse amoroso di Ashleigh (s. 2-3)

- Lana (Olivia Munn, doppiata da Federica De Bortoli), una cameriera che si mette brevemente con Cappie (s. 3)
- Dana Stockwell (Martha MacIsaac), l'assistente di laboratorio di Rusty del quale è innamorata (s. 3-4)
- Joel (Sam Page), un tirocinante di Washington che si prende una sbandata per Casey (s. 3-4)